# Elisabeth Staengel
Elisabeth Staengel (* 29. Juli 1882 in Untertürkheim; † 31. Oktober 1973; geborene Elisabeth Reitz) war eine deutsche Unternehmerin.

## Werdegang
Staengel war mit Otto Staengel, dem Inhaber der Eszet-Kakao- und Schokoladenfabrik Staengel und Ziller in Untertürkheim, verheiratet. Nach dem Tod ihres Mannes im August 1926 und ihres Schwagers Ernst im März 1931 führte sie das Unternehmen als Alleininhaberin weiter. Ihre beiden Söhne Rolf (* 1909) und Hans-Eberhard (* 1911) fielen 1942 an der Ostfront.
Am 1. Januar 1950 wurde das Unternehmen in eine Kommanditgesellschaft umgewandelt und Elisabeth Staengel persönlich haftende, geschäftsführende Gesellschafterin.
Im Juli 1952 wurde sie mit dem Verdienstkreuz der Bundesrepublik Deutschland ausgezeichnet.